# Damian Young
Damian Young (Washington D.C., 27 oktober 1961) is een Amerikaans acteur.

## Biografie
Young verhuisde in 1984 naar New York, waar hij begon met acteren in off-Broadway-theaters. In 1995 maakte hij zijn debuut op Broadway, waar hij in het toneelstuk Sacrilege speelde. In 2008 speelde hij nog eenmaal op Broadway in het toneelstuk All My Sons. Young is getrouwd met Welker White.

## Filmografie

### Films
Selectie:
- 2020: The Trial of the Chicago 7 - als Howard Ackerman
- 2019: I Care a Lot - als Sam Rice
- 2018: Ocean's 8 - als David Welch
- 2017: The Greatest Showman - als mr. Winthrop
- 2017: Wonderstruck - als Otto de museumbeveiliger
- 2014: Birdman - als Gabriel
- 2010: Twelve – als vader van Hunter
- 2010: Edge of Darkness – als senator Jim Pine
- 2009: Everybody's Fine – als Jeff
- 2008: Sex and the City – als Karl
- 2006: The Darkroom – als dr. Freeman
- 2002: The Guru – als Hank de camaraman
- 2000: Unbreakable – als man met legerjas
- 1998: The Object of My Affection – als regisseur van Romeo en Julia

### Televisieseries
Uitgezonderd eenmalige gastrollen.
- 2018-2022 Ozark - als Jim Rattelsdorf - 21 afl.
- 2021: Snowpiercer - als mr. Headwood - 8 afl.
- 2020: Shrill - als Ron - 2 afl.
- 2018: Homeland - als Jim - 3 afl.
- 2017: Gotham - als Warden Reed - 2 afl.
- 2016-2017: House of Cards - als Aidan Macallan - 15 afl.
- 2015-2016: The Good Wife - als Clinton Foyle - 3 afl.
- 2015: Neon Joe, Werewolf Hunter - als dokter - 5 afl.
- 2005-2014: The Comeback – als Mark Berman – 21 afl.
- 2011-2012: Pan Am – als mr. Bolger – 2 afl.
- 2007-2011: Californication – als Bill Lewis – 8 afl.
- 2007-2009: Damages – als goed geklede man – 5 afl.
- 2006: As the World Turns – als dr. Ross Kreeger – 6 afl.
- 2005-2006: CSI: Miami – als Walter Resden – 2 afl.
- 2000: The War Next Door – als Allan Kriegman – 8 afl.
- 1999: Cosby – als Howard – 2 afl.
- 1993-1995: The Adventures of Pete & Pete – als Stu Benedict – 6 afl.

- Gemeinsame Normdatei: 1061587703
- International Standard Name Identifier: 0000 0003 8422 8936
- Library of Congress Control Number: no96000666
- Virtual International Authority File: 274110106